# Selección de baloncesto sub-20 de los Países Bajos
La selección de baloncesto sub-20 de los Países Bajos es el equipo nacional de baloncesto para los menores de 20 en los Países Bajos, administrado por Basketball Nederland. Representa al país en las competiciones internacionales masculinas de baloncesto sub-20.

## Participaciones

### Campeonato Europeo Sub-20
| Año  | División A | División B     |
| ---- | ---------- | -------------- |
| 2006 |            | 9°             |
| 2007 |            | 14°            |
| 2008 |            | 7°             |
| 2009 |            | Medalla de oro |
| 2010 | 15°        |                |
| 2011 |            | 16º            |
| 2012 |            | 14°            |
| 2013 |            | 8°             |
| 2014 |            | 5°             |
| 2015 |            | 6°             |
| 2016 |            | 15°            |
| 2017 |            | 10°            |
| 2018 |            | 15°            |
| 2019 |            | 6°             |